# Urugvajski španjolski
Urugvajski španjolski jezik (špa. Español uruguayo o castellano uruguayo) je oblik španjolskog jezika koji se govori na području Urugvaja. Sličan je rioplatanskom španjolskom, obliku koji se govori na području La Plate, posebice argentinskog dijela zaljeva. Također, dijelom se razlikuje od oblika španjolskog koji se govori na jugu Argentine u novijim riječima koje dolaze iz engleskog jezika, sredstva širenja globalizcaije.
Najveći utjecaj na razvoj urugvajskog oblika španjolskog jezika imali su talijanski useljenici, koji su u vrijeme urugvajske neovisnosti bili najveća nacionalna manjina čiji se broj naglo povećavao. U urugvajskom španjolskom može se naći velik broj talijanskih riječi ili riječi talijanskog podrijetla poput nona, cucha, fainá, chapar, parlar, festichola (kućna zabava) i sl. Dio tih riječi se preobrazio odnosno promijenio kako bi oblik riječi bio razumljiviji. Najbolji primjer za to je riječ pibe koja znači dijete, ali se na području Urugvaja izgovara pivello.
S druge strane, na sjeveroistoku Urugvaja, uz granicu s Brazilom (departman Rocha), jaki su utjecaji portugalskog jezika, koji su doveli do stvaranja posebnog narječja unutar urugvajskog španjolskog jezika koje se zove portuñol.